# El Molino Ranchería
El Molino Ranchería är en ort i Mexiko.   Den ligger i kommunen Huamantla och delstaten Tlaxcala, i den sydöstra delen av landet, 130 km öster om huvudstaden Mexico City. El Molino Ranchería ligger 2 512 meter över havet och antalet invånare är 212.
Terrängen runt El Molino Ranchería är kuperad åt nordost, men åt sydväst är den platt. Runt El Molino Ranchería är det ganska tätbefolkat, med 248 invånare per kvadratkilometer. Närmaste större samhälle är Huamantla, 13,6 km söder om El Molino Ranchería. Trakten runt El Molino Ranchería består till största delen av jordbruksmark.